# Simulium slossonae
Simulium slossonae är en tvåvingeart som beskrevs av Dyar och Shannon 1927. Simulium slossonae ingår i släktet Simulium och familjen knott. Inga underarter finns listade i Catalogue of Life.